# Mark Calcavecchia
Mark Calcavecchia, né le 12 juin 1960 à Laurel, Nebraska, est un golfeur américain.

## Biographie
Après un passage à l'université de Floride, années au cours desquelles il est nommé All-SEC en 1979, il passe professionnel en 1979 et rejoint le PGA Tour en 1982.
Sur ce dernier circuit, il remporte treize tournois dont une victoire en Majeur lors de l'Open britannique de 1989. Lors de cette édition, il s'impose lors d'un play-off de quatre trous face à Wayne Grady et Greg Norman.
Son meilleur résultat en Majeur est une deuxième place lors du Masters en 1988, battu par l'Écossais Sandy Lyle.
Membre important du circuit américain, il a passé plus de 100 semaines dans le Top 10 du  Official World Golf Ranking de 1988 à 1991.
Il  également porté les couleurs américaines, en Ryder Cup lors des éditions de 1987, 1989, 1991 et 2002, remportant la victoire en 1991. Il a également disputé la Presidents Cup en 1998.

## Palmarès

### Ryder Cup
- Vainqueur en 1991
- Partie partagée en 1989
- Défaite en 1987 et 2002

### PGA Tour
- 1986 (1) Southwest Golf Classic
- 1987 (1) Honda Classic
- 1988 (1) Bank of Boston Classic
- 1989 (3) Phoenix Open, Nissan Los Angeles Open, Open britannique
- 1992 (1) Phoenix Open
- 1995 (1) BellSouth Classic
- 1997 (1) Greater Vancouver Open
- 1998 (1) Honda Classic
- 2001 (1) Phoenix Open
- 2005 (1) Bell Canadian Open
- 2007 (1) PODS Championship

### Autres victoires
- 1988 Australian Open
- 1989 Alfred Dunhill Cup (avec Tom Kite et Curtis Strange)
- 1993 Argentine Open
- 1995 Argentine Open, Franklin Templeton Shark Shootout (avec Steve Elkington)
- 1997 Subaru Sarazen World Open
- 2001 CVS Charity Classic (avec Nick Price), Hyundai Team Matches (avec Fred Couples)
- 2003 Wendy's 3-Tour Challenge (avec John Daly et Peter Jacobsen)
- 2004 Maekyung Open (Asian Tour)
- 2007 Merrill Lynch Shootout (avec Woody Austin)

### Compétitions par équipes
- Presidents Cup en 1998
- Vainqueur de la Alfred Dunhill Cup 1989, participation en 1990